# Стаццема
Стаццема (італ. Stazzema) — муніципалітет в Італії, у регіоні Тоскана,  провінція Лукка.
Стаццема розташована на відстані близько 300 км на північний захід від Рима, 80 км на захід від Флоренції, 24 км на північний захід від Лукки.
Населення — 3231 особа (2014).
Щорічний фестиваль відбувається 13 червня. Покровитель — Sant'Antonio di Padova.

## Демографія
Населення за роками:

Станом на 1 січня 2023 року в муніципалітеті офіційно проживали 154 іноземці з 30 країн, серед них 78 громадян країн Євросоюзу.

## Сусідні муніципалітети
- Камайоре
- Кареджне
- Масса
- Молаццана
- Пескалья
- П'єтразанта
- Серавецца
- Вальї-Сотто
- Верджемолі